# Pseuderannis amplipennis
Pseuderannis amplipennis är en fjärilsart som beskrevs av Inoue 1942. Pseuderannis amplipennis ingår i släktet Pseuderannis och familjen mätare. Inga underarter finns listade i Catalogue of Life.